# Pterobryon filicinum
Pterobryon filicinum là một loài rêu trong họ Pterobryaceae. Loài này được (Hedw.) Mitt. mô tả khoa học đầu tiên năm 1869.